# David Amess
David Anthony Andrew Amess (Plaistow, 26 de marzo de 1952-Leigh-on-Sea, 15 de octubre de 2021) fue un político conservador británico, miembro de la Cámara de los Comunes por Basildon entre 1983 y 1997 y miembro por Southend West desde 1997 hasta su muerte.

## Biografía
Entre otras cosas, fue futbolista y trabajó en la industria de seguros antes de convertirse en político a tiempo completo. 
Era uno de los diputados conservadores con más antigüedad en el legislativo, y en el Parlamento se opuso en general a los proyectos de ley que promueven los derechos de los LGBT, incluyendo la igualdad de edad de consentimiento y el matrimonio entre personas del mismo sexo. También se mostró decididamente hostil al derecho al aborto y partidario de restablecer la pena de muerte. Fue el principal impulsor, en 1988, de una importante ley contra el maltrato animal, que exigía a los granjeros que evitaran el «sufrimiento innecesario» de los animales.
Católico, en 2015 le fue otorgado el título de caballero, que le permitió usar el tratamiento de «sir».

## Asesinato
El 15 de octubre de 2021, David Amess estaba en una reunión electoral en la iglesia metodista de Belfair en Leigh-on-Sea cuando fue apuñalado varias veces por un hombre desconocido que la policía informó que tiene origen somalí. Amess fue atendido en el lugar, pero murió. Su asesinato recuerda al de la diputada laborista Jo Cox, asesinada en junio de 2016. El atacante fue detenido e identificado como Ali Harbi Ali, ciudadano británico de 25 años de edad de origen somalí. Ha sido acusado de atentado terrorista y preparación de actos terroristas. Después un proceso al Old Bailey en Londres, el 13 de abril de 2022 Ali Harbi Ali fue declarado culpable y condenado a cadena perpetua por el asesinato.